# Линия (сеть гипермаркетов)
«Линия» — сеть гипермаркетов формата Cash & Carry, принадлежащая корпорации «Гринн». По состоянию на 2007 год «Линия» была на 21-м месте среди 50 крупнейших торговых сетей России по версии издания «КоммерсантЪ». Общая площадь торговых объектов – 1,2 млн кв. м. Штат сотрудников – 13 тысяч человек. С конца 2019 года принадлежит брянской ООО «Паб».

## История
6 декабря 2002 года открылся первый гипермаркет сети в Курске. На данный момент сеть насчитывает 27 гипермаркетов (не считая трёх гипермаркетов в торговых центрах «МегаГринн») в 10 областях России.
В 2019 году в СМИ появилась информация о том, что якобы 99,9 %, принадлежавшие АО «Корпорация „Гринн“», были заложены в пользу ООО «Стратегия», которое управляется родственниками одного из совладельцев холдинга «Адамант». Николай Грешилов опроверг эту информацию. До этого появлялясь информация о том, что территорию брянских «Линий» продадут, так как компания якобы готовилась к банкротству.
С конца 2019 года брянский ООО «Паб» стал собственником имущества курской компании «Гринн», включая 27 гипермаркетов «Линия».